# Gersdorf, Zwickau
Gersdorf là một đô thị thuộc huyện Zwickau, bang Sachsen, nước Đức.